# Pierre Travaux
Pierre Travaux fue un escultor francés nacido el 10 de marzo de 1822 en Corsaint en la Côte-d'Or, y fallecido en París el 19 de marzo de 1869.

## Datos biográficos

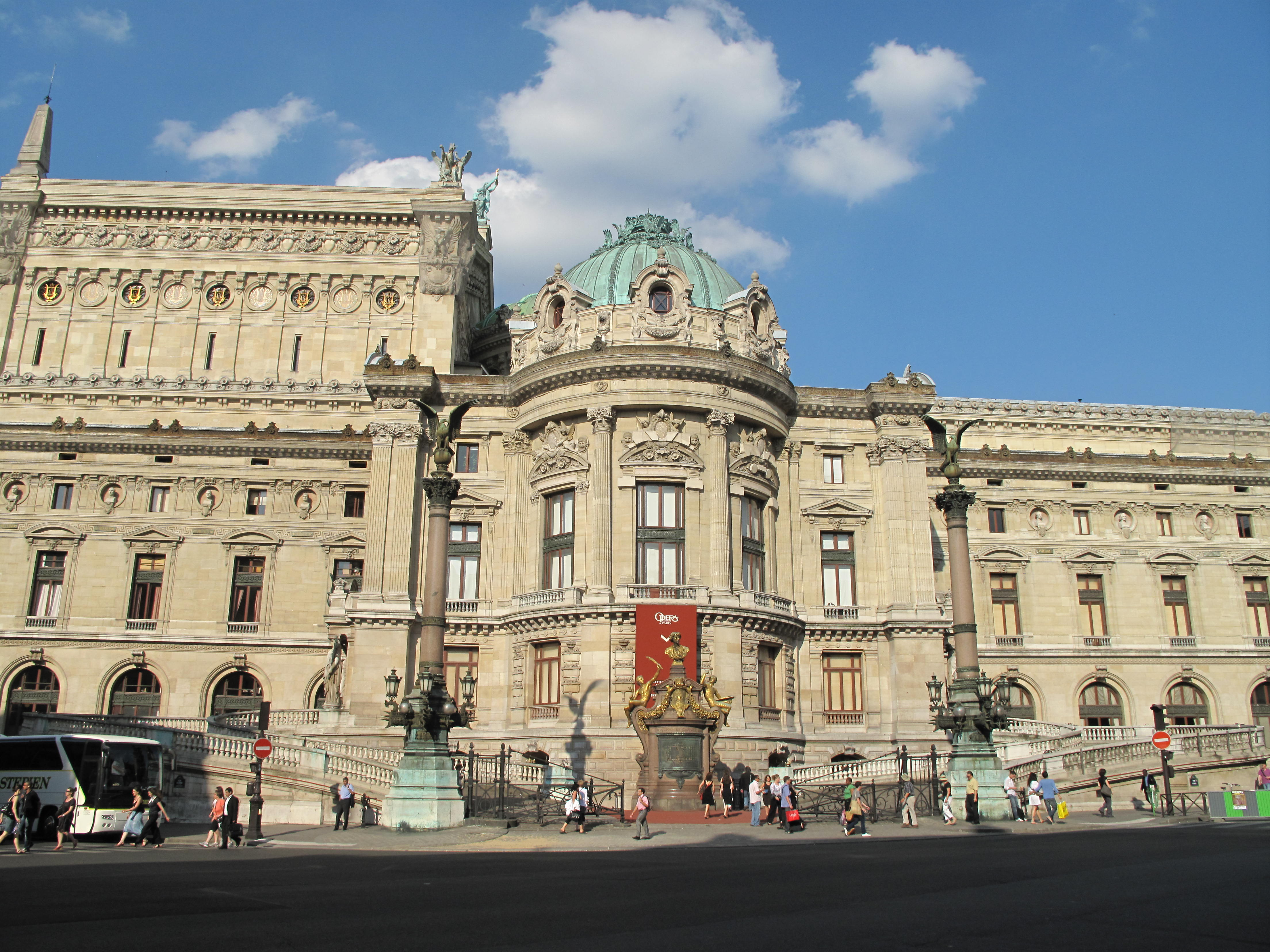
Rotonda del Emperador en la Ópera Garnier. Travaux realizó un boceto para el frontón, con las armas del Emperador

Pierre Travaux nació el 10 de marzo de 1822 en Corsaint , siendo escolarizado en Semur-en-Auxois y posteriormente fue alumno del escultor François Jouffroy. Expuso por primera vez en el Salón de París de 1851 la obra Tetis y Aquiles- Thétis et Achille así como La Rêverie.
Obtuvo muchos encargos entre ellos :
- Las estatuas de  Turgot y Jacques Amyot para el cour Napoléon del Louvre.
- La vigilancia y la sabiduría y la Firmeza y la Moderación , para el Palacio de Justicia de Marsella.
- El Istmo de Suez- L'isthme de Suez para el estanque del  Parque Borély : Este grupo escultórico representa en el centro a la Francia en la proa de un navío, flanqueada por las figuras alegóricas que representan al mar Rojo (a la izquierda) y al  mar Mediterráneo (a la  derecha) apoyadas en sendos monstruos marinos . Esta escultura fue terminada en  1864.
- diversos encargos de particulares entre ellos el realizado bajo el título  La religión consolando a la tristeza - La religion consolant la douleur , ubicado sobre una tumba en el  Cementerio Saint-Pierre de Marsella ; esta destacada escultura es probablemente la más hermosa del cementerio .
- Frontón con las armas Imperiales, bajorrelieve para la fachada oeste (rotonda del emperador) de la Ópera Garnier, boceto en yeso realizado entre 1867 y 1868 , conservado en el museo de Orsay[1]

Falleció en París el 19 de marzo de 1869, cuando contaba solamente 47 años .

## Obras
Sus obras más destacadas son : Thétis et Achille, La Rêverie, El Istmo de Suez - L'isthme de Suez.
Ordenadas por su localidad de emplazamiento: 
- Auxerre : El obispo Jacques Amyot
- Dieppe : Jacques Amyot ;  Turgot ; Safo con una lira - Sapho tenant une lyre ; Rêverie.
- Dijon : David derrotando a Goliat - David vainqueur de Goliath.
- Montpellier : La frileuse e invierno - hiver. mármol[2]
- Moutiers-Saint-Jean(población vecina a  Corsaint, donde nació Travaux): Virgen con el niño -Vierge à l'Enfant, 1859 piedra calcárea en el hospital Saint-Sauveur,[3]
- Rennes : La rêverie[4]
- Semur-en-Auxois : La rêverie (1855);[5] San Sebastián ; un lutteur ; Le serment d'Hannibal ; Joly Saint Florent ; la educación. Conservadas en el Museo municipal
- Vannes:Febe o bañista- Phoèbée, en la escalera del ayuntamiento. escayola.[6] Presentada en el salón de 1867

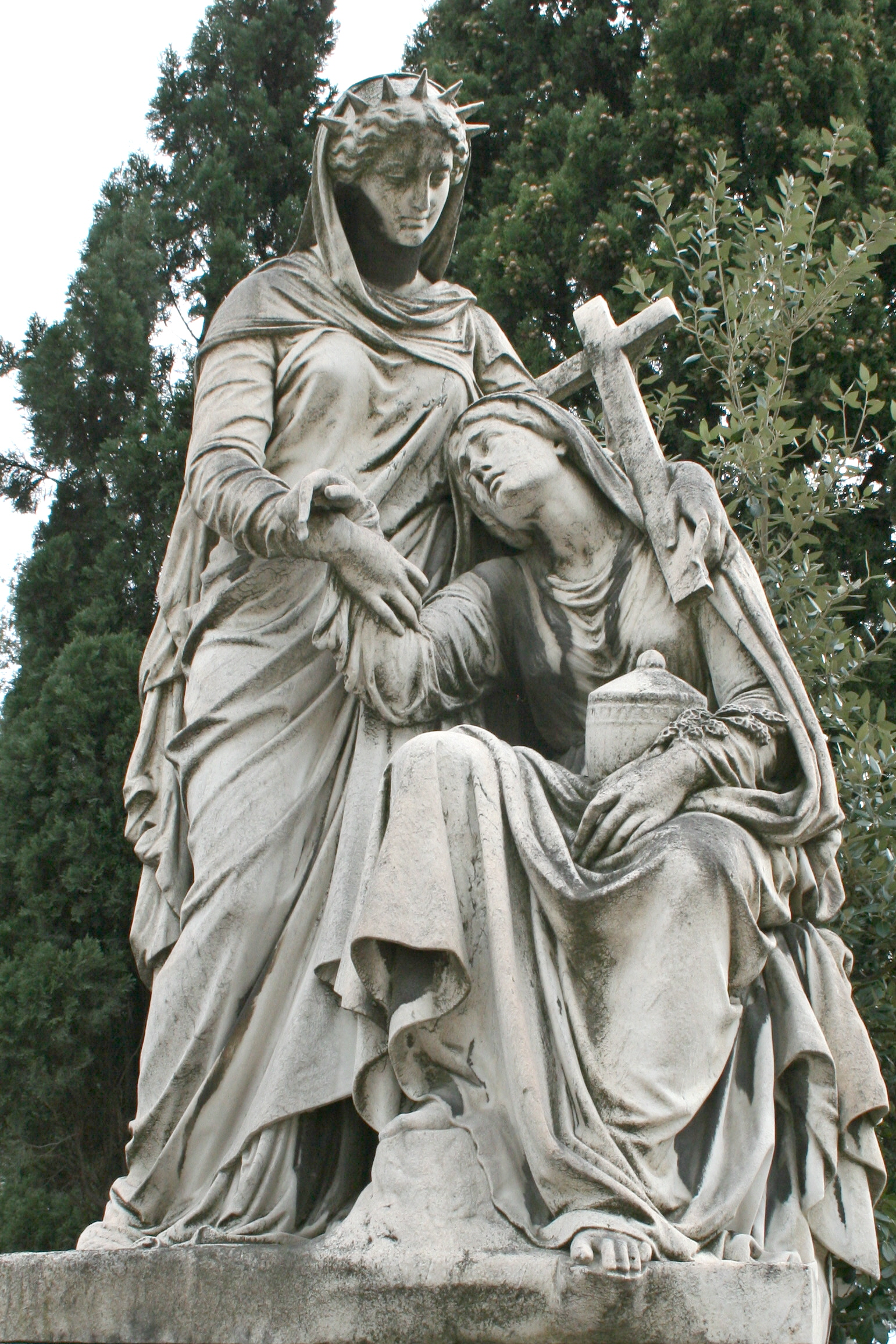
La religion consolant la douleur Cementerio Saint-Pierre Marsella
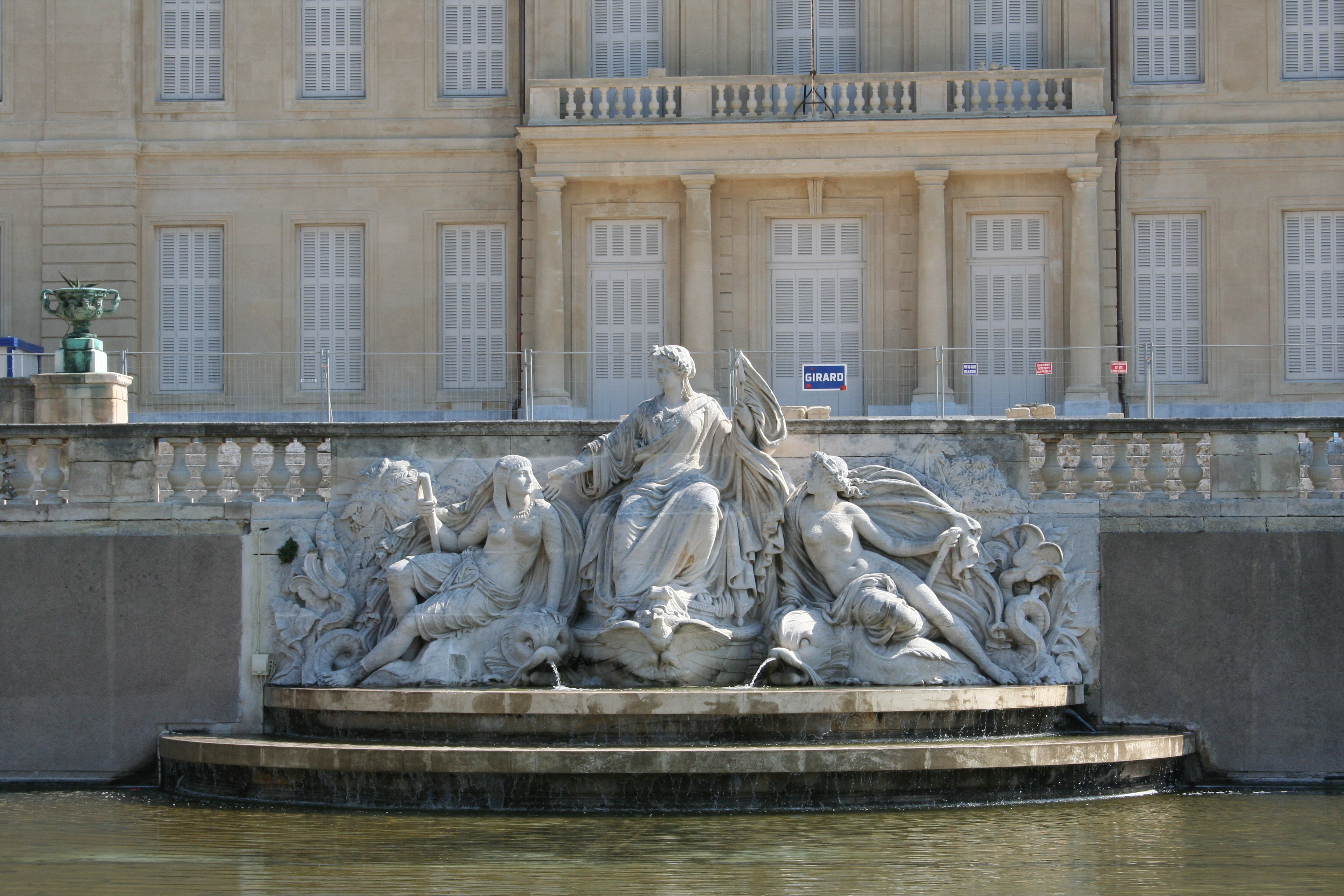
El canal de Suez Parque Borély Marsella
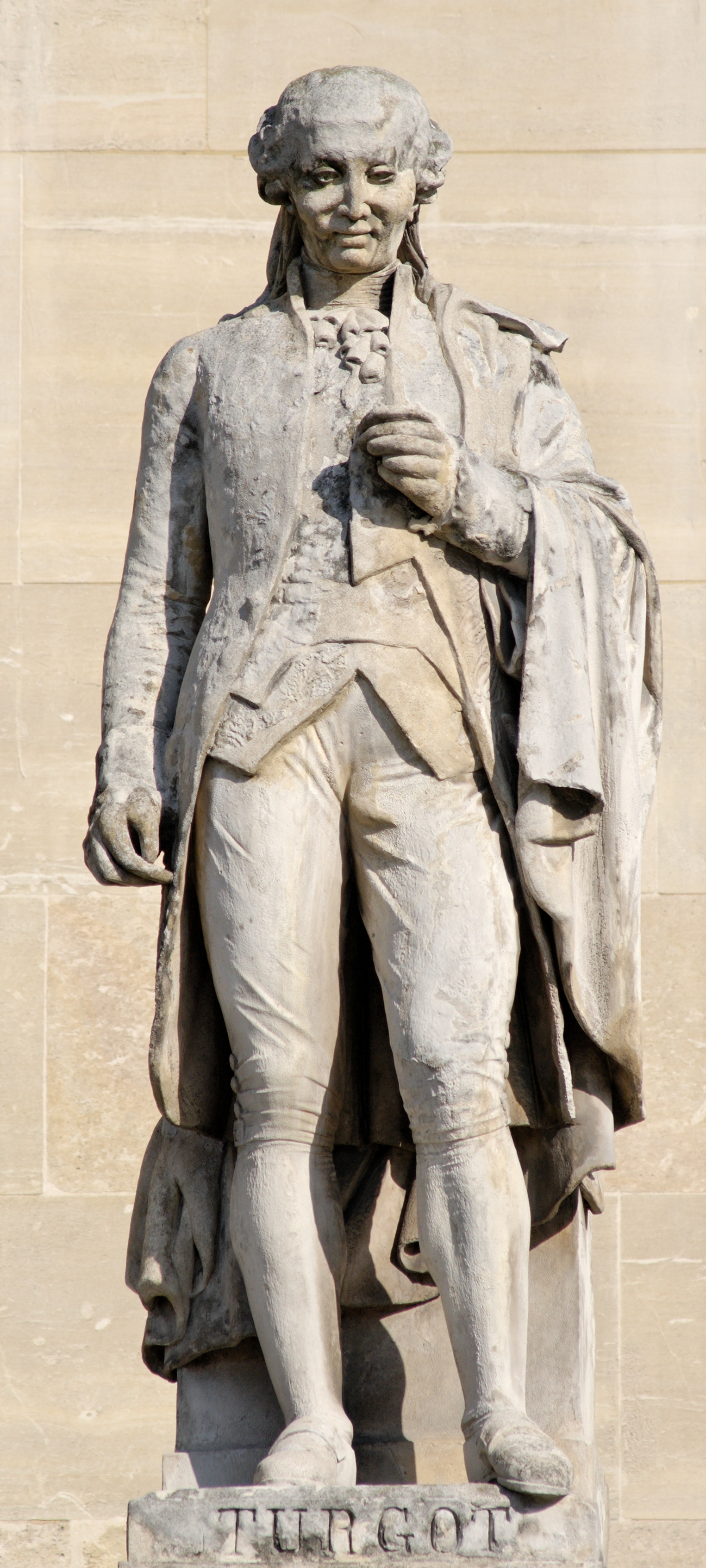
Estatua  de Turgot Cour Napoléon Palais du Louvre
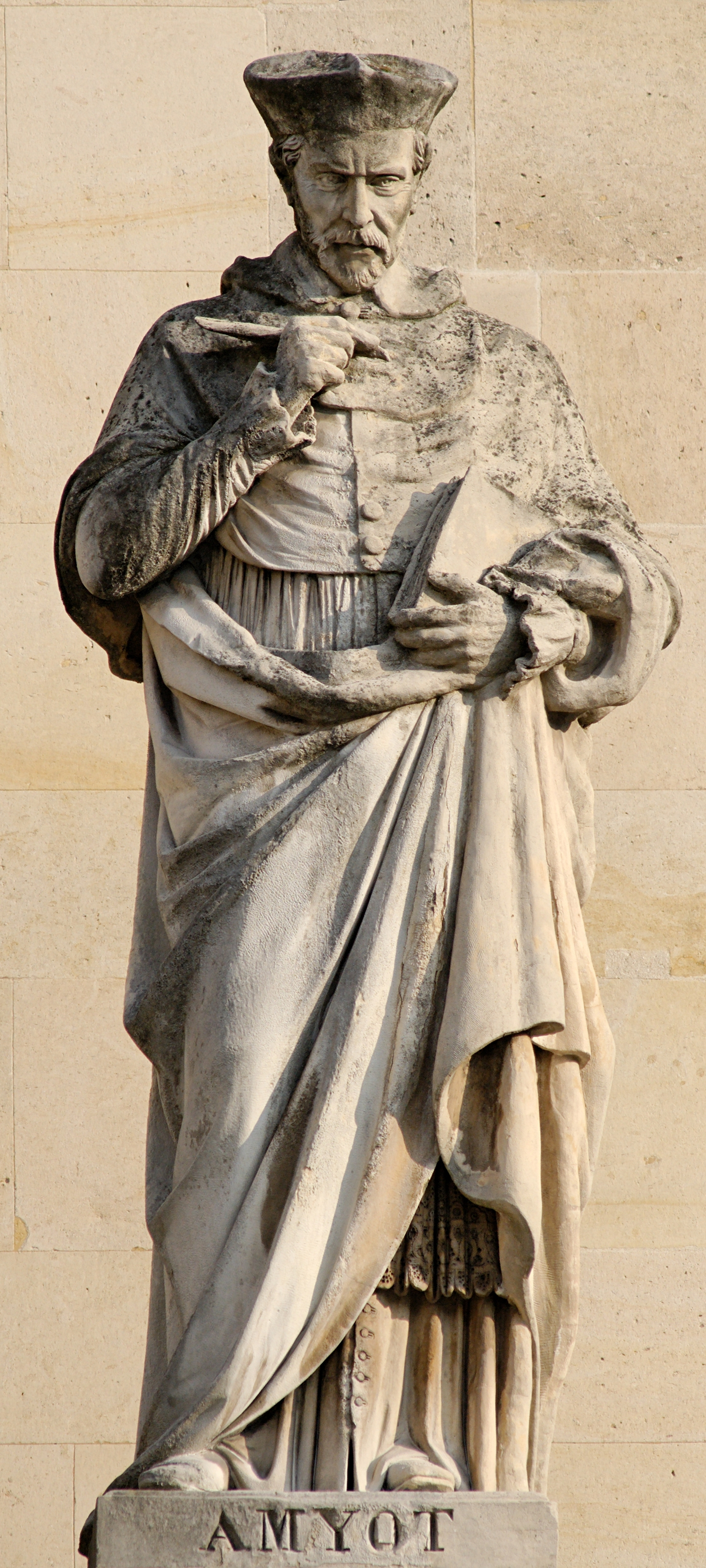
Estatua  de Amyot Cour Napoléon Palais du Louvre

## Recursos